# 中江玉桂
中江 玉桂（なかえ ぎょっけい、生没年不詳）は明治時代の女性浮世絵師。

## 来歴
武内桂舟の門人。本名は中江とき。桂舟に師事し『読売新聞』において尾崎紅葉の作品のコマ絵を描いている。広告や記録においては玉桂の名が見られるが、直筆のサインは見られない。「日本女子百傑」の楠正行之母の口絵があったようであるが未見。

## 作品
- 「町医者」　口絵　村井弦斎作　春陽堂　明治31年
- 「桑の弓」　口絵　村井弦斎作　春陽堂　明治31年